# مفارقة ابيمنيذس
مفارقة ابيمنيذس هي مفارقة تكشف عن مشكلة في المرجع الذاتي في المنطق. وجرت تسميتها باسم الفيلسوف الكريتي أَبِيْمَنِيذِس من كنوسوس (الذي عاش تقريبًا نحو 600 قبل الميلاد) والذي تُنسب إليه العبارة الأصلية. ويرد وصف نموذجي للمشكلة في كتاب غودل، إيشر، باخ، بقلم دوغلاس هوفشتادتر:
كان إبيمينيدس كريتيًا وأدلى بعبارته الخالدة: «كل الكريتيين كاذبون».
تنشأ مفارقة في المرجعية الذاتية عندما يفكر المرء فيما إذا كان من الممكن أن يكون إبيمينيدس قد قال الحقيقة.

## ميثولوجيا الكريتيين الكاذبين
وفقًا لبطليموس تشينو، فقد تجادلت ثيتيس وميديا ذات مرة في ثيساليا حول من هي الأجمل بينهما؛ ثم عينتا الكريتي إيدومينيوس قاضيًا، والذي أعطى النصر لثيتيس. وبسبب غضب ميديا وصفت جميع الكريتيين بالكاذبين، وأحلت عليهم لعنة تجعلهم لا يقولون الحقيقة أبدًا.

## المفارقة المنطقية
يوضح توماس فاولر (1869) المفارقة على النحو التالي: «يقول إبيمينيدس الكريتي: (إن جميع الكريتيين كاذبون)، لكن إبيمينيدس نفسه كريتي؛ لذلك فهو نفسه كاذب. ولكن إذا كان كاذبًا فما يقوله غير صحيح، وبالتالي فإن الكريتيين صادقون؛ لكن إبيمينيدس كريتي وبالتالي فإن ما يقوله صحيح؛ عندما يقول إن الكريتيين كاذبون فإن إبيمينيدس نفسه كاذب وما يقوله غير صحيح. وهكذا يمكننا أن نواصل بالتناوب إثبات أن إبيمينيدس والكريتيين صادقون وغير صادقين».
إذا افترضنا أن العبارة كاذبة وأن إبيمينيدس يكذب بشأن كون جميع الكريتيين كاذبين، فيجب أن يكون هناك كريتي واحد على الأقل صادق. وهذا لا يؤدي إلى تناقض لأنه لا يشترط أن يكون هذا الكريتي هو إبيمينيدس. وهذا يعني أن إبيمينيدس يمكن أن يقول العبارة الكاذبة بأن جميع الكريتيين كاذبون بينما يعرف كريتيًا صادقًا واحدًا على الأقل ويكذب بشأن هذا الكريتي تحديدًا. ومن ثم فلا يلزم افتراض أن العبارة كاذبة أن تكون العبارة صحيحة. لذلك يمكننا تجنب التناقض المتمثل في رؤية عبارة «جميع الكريتيين كاذبون» باعتبارها عبارة كاذبة، والتي أدلى بها الكريتي الكاذب إبيمينيدس. والخطأ الذي ارتكبه توماس فاولر (والعديد من الأشخاص الآخرين) أعلاه هو الاعتقاد بأن نفي عبارة «جميع الكريتيين كاذبون» يعني أن «جميع الكريتيين صادقون» (وهي مفارقة) في حين أن النفي في الواقع هو «يوجد كريتي صادق»، أو «ليس كل الكريتيين كاذبين». ويمكن تعديل مفارقة إبيمينيدس بشكل طفيف بحيث لا تسمح بنوع الحل الموصوف أعلاه، كما كان في مفارقة أوبوليدس الأولى ولكنها تؤدي بدلًا من ذلك إلى تناقض ذاتي لا يمكن تجنبه. وترتبط النسخ المتناقضة من مشكلة إبيمينيدس ارتباطًا وثيقًا بفئة من المشكلات المنطقية الأكثر صعوبة، بما في ذلك مفارقة كريت، والمفارقة السقراطية، ومفارقة بورالي فورتي، وكلها لها مرجع ذاتي مشترك مع إبيمينيدس. وعادة ما يجري تصنيف مفارقة إبيمينيدس على أنها شكل من أشكال مفارقة كريت، وفي بعض الأحيان لا يجري التمييز بين الاثنتين. وأدت دراسة المرجع الذاتي إلى تطورات مهمة في المنطق والرياضيات في القرن العشرين.
بمعنى آخر ليس من المفارقة أن يدرك المرء أن عبارة «جميع الكريتيين كاذبون» غير صحيحة تعني أن «ليس كل الكريتيين كاذبين» بدلًا من الافتراض بأن «جميع الكريتيين صادقون».
ربما من الأفضل القول إن عبارة «جميع الكريتيين كاذبون» عبارة صحيحة، لكن هذا لا يعني أن جميع الكريتيين يجب أن يكذبوا طوال الوقت. في الواقع يمكن للكريتيين قول الحقيقة في كثير من الأحيان، ولكن لا يزال جميعهم كاذبين، بمعنى أن الكاذبين هم أشخاص عرضة لممارسة الخداع لتحقيق مكاسب غير شريفة. وبالنظر إلى أن مقولة «جميع الكريتيين كاذبون» لم يُنظر إليها على أنها مفارقة إلا منذ القرن التاسع عشر يبدو أن هذا يحل المفارقة المزعومة. وإذا كانت عبارة «جميع الكريتيين كذابون بشكل دائم» صحيحة بالفعل، فإن سؤال الكريتيين عما إذا كانوا صادقين سيؤدي دائمًا إلى الحصول على إجابة غير صادقة هي «نعم». لذلك يمكن القول إن الاقتراح الأصلي ليس متناقضًا بقدر ما هو غير صالح.
إن القراءة السياقية للتناقض قد توفر أيضًا إجابة على المفارقة. العبارة الأصلية كانت «الكريتيون، كاذبون دائمًا، وحوش شريرة، وبطون خاملة!» لا تؤكد على مفارقة جوهرية، بل على رأي إبيمينيدس بالكريتيين. ولا يُقصد من الصورة النمطية لشعبه أن تكون بيانًا مطلقًا عن الشعب ككل. بل هو ادعاء حول موقفهم من معتقداتهم الدينية ومواقفهم الاجتماعية والثقافية. وفي سياق قصيدته فإن العبارة خاصة بمعتقد معين، وهو السياق الذي يكرره كاليماخوس في قصيدته بخصوص زيوس. وعلاوة على ذلك فإن الإجابة الأكثر تأثيرًا على المفارقة هي ببساطة أن كونك كاذبًا يعني أنك تكذب، فلا شيء في العبارة يؤكد أن كل ما قيل خطأ، بل إنهم يكذبون «دائمًا». وهذا ليس بيانًا مطلقًا للحقيقة، وبالتالي لا يمكننا أن نستنتج أن هناك تناقضًا حقيقيًا أدلى به إبيمينيدس مع هذه العبارة.